# Night Club
Night Club (з англ. Нічний клуб) — американський електронний гурт, створений Марком Бруксом (3 Kord Scissor King) та Емілі Кавано 2012 року. Гурт з Лос-Анджелеса, Каліфорнія.

## Кар'єра
Night Club випустив свій перший сингл «Lovestruck» у липні 2012 року, а однойменний дебютний EP — у вересні того ж року. Кліп на пісню «Lovestruck» вийшов у вересні разом з релізом EP. 22 жовтня 2012 року відбувся радіодебют Night Club на станції KROQ у програмі Rodney on the Roq з ведучим Родні Бінґенгаймером. У лютому 2013 року гурт Night Club випустив відео на свій другий сингл «Control».
У червні 2013 року Night Club випустив свій другий мініальбом Love Casualty. У разом з релізом цієї платівки гурт випустив три кліпи: «Poisonous», «Strobe Light» і «Give Yourself Up».
У вересні 2014 року Night Club випустив свій третій мініальбом Black Leather Heart. До цього мініальбому гурт випустив три відео: «Need You Tonight», «She Wants To Play With Fire» і «Not In Love».
У 2013 році Night Club написав музику для пілотної програми Moonbeam City від Comedy Central, за участю Роба Лоу. Створення першого сезону почалося 2014 року, і гурт написав музику для всіх десяти епізодів. Мультсеріал «Moonbeam City» вийшов у ефір наприкінці 2015 року. Лейбл Milan Records випустив офіційний саундтрек до Moonbeam City в листопаді 2015 року.
У 2015 році Night Club написав музику до повнометражного фільму Nerdland, режисером якого виступив Кріс Приноскі, а сценаристом — Ендрю Кевін Волкер. У фільмі беруть участь Пол Радд, Паттон Освальт, Кейт Мікуччі, Рікі Ліндхоум, Ганнібал Бересс, Майк Джадж і Пол Шеєр. У прокат фільм вийшов 6 грудня 2016 року. Лейбл Gato Blanco випустив офіційний саундтрек в той же день.
У жовтні 2016 року гурт випустив свій перший лонгплей Requiem for Romance. Разом з альбомом вийшли кліпи на «Bad Girl», «Dear Enemy» та «Show It 2 Me». Альбом посів друге місце в музичному чарті RPM від компанії CMJ, а також був визнаний кращим не-метал альбомом за версією Metal Injection 2016 року.
Другий лонгплей гурту Scary World вийшов у серпні 2018 року. Разом з альбомом вийшли кліпи на «Candy Coated Suicide», «Schizophrenic» і «Your Addiction». Після виходу альбом дебютував в чартах iTunes на 4-му місці в США, на 9-му у Великій Британії та 11-му у Швеції. Electrozombies назвали «Scary World» № 2 у своїх найкращих альбомах 2018 року. Пісня «Scary World» була включена до списку кращих 30 пісень за версією The Electricity Club. Музичний Інтернет-журнал MXDWN назвав Night Club «Кращим новим виконавцем 2018 року».
Третій повноформатний альбом гурту, Die Die Lullaby, вийшов у жовтні 2020 року. Співзвукорежисером став Дейв «Rave» Огілві. Для першого синглу «Miss Negativity» вийшов кліп, в якому вокалістка Емілі Кавано виступає на конкурсі краси, що є посиланням на знятий за мотивами однойменного твору Стівена Кінга фільм «Керрі». Разом з альбомом вийшов кліп на пісню «Gossip». Після виходу альбом заволодів першим місцем в електронному чарті iTunes у США.
У лютому 2022 року гурт Night Club випустив кліп на пісню «Die in the Disco» з альбому Die Die Lullaby.
Четвертий повноформатний альбом гурту, Masochist, був випущений 15 березня 2024 року. Перед цим були представлені кліпи на пісні Crime Scene та Barbwire Kiss.

## Дискографія

### Студійні альбоми
- Requiem for Romance (2016)
- Scary World (2018)
- Die Die Lullaby (2020)
- Masochist (2024)

### Саундтреки з фільмів
- Офіційний саундтрек до Moonbeam City (2015)
- Офіційний саундтрек до Nerdland (2015)

### Мініальбоми
- Night Club (2012)[17]
- Love Casualty (2013)
- Black Leather Heart (2014)

### Сингли
- Lovestruck (2012)
- Poisonous (2013)
- Need You Tonight (2014)
- Bad Girl (2016)
- Candy Coated Suicide (2018)
- Your Addiction (2018)
- Miss Negativity (2020)
- Gossip (2020)

### Музичні відео
- «Lovestruck» (2012)[18]
- «Control» (2013)
- «Poisonous» (2013)[19]
- «Strobe Light» (2013)
- «Need You Tonight» (2014)[20]
- «She Wants To Play With Fire» (2014)[21]
- «Not In Love» (2014)[22]
- «Give Yourself Up» (2015)
- «Bad Girl» (2016)
- «Dear Enemy» (2016)
- «Show It 2 Me» (2017)
- «Candy Coated Suicide» (2018)
- «Schizophrenic» (2018)
- «Your Addiction» (2019)
- «Miss Negativity» (2020)
- «Gossip» (2020)
- «Die in the Disco» (2022)